# Miliaria (Hauterkrankung)
Miliaria (Synonyme  Schweißflechte, Schweißfriesel, Febris miliaris, Schweißbläschen, Schwitzbläschen, Hitzepickel, Hitzefrieseln, Hitzeblattern, Roter Hund, Dermatitis hidrotica, Hidroa oder Sudamina) ist der medizinische Ausdruck für einen meist juckenden Hautausschlag, der durch vermehrtes Schwitzen bei großer Hitze entsteht. Die Behandlung besteht im Tragen von dem Klima angepasster, lockerer Kleidung und gegebenenfalls der Anwendung juckreizstillender Medikamente.

## Ursache
Bei vermehrter Schweißproduktion aufgrund der Hitze kommt es zu einem Verschluss der Ausführungsgänge der Schweißdrüsen. Dieser kann in verschiedenen Tiefen der Haut eintreten, was unterschiedliche Symptome und eine entsprechende Einteilung der Miliaria begründet.

## Formen
Bei Verschluss der Ausführungsgänge in der Oberhaut (Epidermis) entsteht die Miliaria rubra. Miliaria cristallina wird der Ausschlag genannt, wenn durch Verschluss in der Hornschicht der Oberhaut wasserhelle, leicht platzende Bläschen entstehen. Ist der Bläscheninhalt milchig, heißt der Ausschlag Miliaria alba. Dahingegen folgt bei Verschluss in tieferen Schichten (Stratum papillare der Lederhaut, Dermis) eine Miliaria profunda.

## Symptome
Vorzugsweise an bedeckten Körperarealen wie dem Rumpf, bei Säuglingen auch im Windelbereich, entstehen zunächst intensiv gerötete Flecken und Knötchen (Papeln). In Bereichen, in denen Haut auf Haut liegt (Achseln, Leisten), nehmen die Veränderungen zu. Aus den Knötchen entstehen sekundär juckende oder brennende Bläschen mit klarem oder milchigem Inhalt.

## Diagnose
Die Diagnose kann durch die Erhebung der Krankengeschichte (Anamnese) und den typischen Hautausschlag („Friesel“) klinisch gestellt werden. In einer Hautbiopsie würde sich histologisch neben den Bläschen eine Ansammlung von Entzündungszellen um die Ausführungsgänge der Schweißdrüsen zeigen.

## Therapie
Zur Behandlung gehört zuallererst die Wahl einer geeigneten, ausreichend luftigen Kleidung. Der Ausschlag kann äußerlich mit austrocknenden Maßnahmen, einer sogenannten Trockenpinselung beispielsweise mit Zinkoxid-Schüttelmixtur behandelt werden. Bei starkem Juckreiz kommen auch orale Antihistaminika zur Anwendung.